# Kawarimono

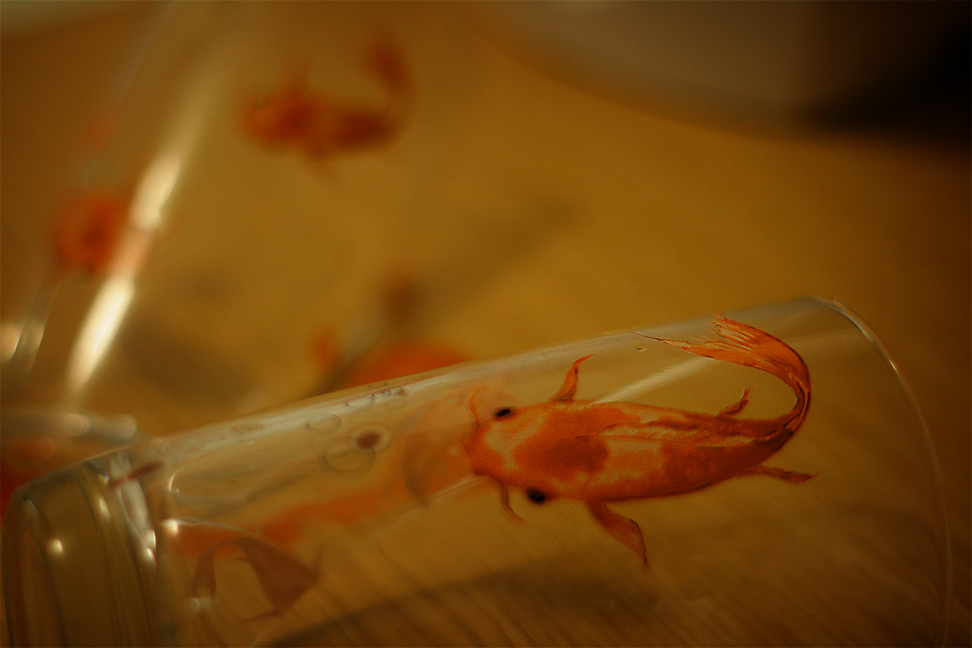
Kawarimono

Der Kawarimono ist ein Nishikigoi (Kurzform Koi), ein Farbkarpfen.
Kawarimono ist die Sammelgruppe aller nichtmetallischfarbenen Koi, die nicht einer der anderen Zuchtformen zugeordnet werden können. Sie ist eine sich ständig erweiternde Gruppe, da ihr laufend neue Kreuzungen zugeordnet werden.
Alle Kawarimono sollten ein klares, definiertes Muster und reine Farben aufweisen.
Weitere Untergliederung:
- Aka Hajiro – Rot mit weißen Flossenspitzen
- Aka Muji – einfarbig rot
- Akame Kigoi – Albino mit roten Augen
- Benigoi – einfarbig purpurfarben
- Chagoi – einfarbig braun
- Enyu – Purpurfarben mit roter Zeichnung
- Ghoshiki – Rot, weiß, schwarz, hellblau und dunkelblau gemustert
- Hageshiro – Schwarz mit weiß auf dem Kopf und weißen Brustflossenspitzen
- Hajiro – Schwarz mit weißer Nase und weißen Flossenspitzen
- Higoi – einfarbig rot
- Karashigoi – einfarbig senffarben
- Karasu – Schwarz mit weißem oder orangefarbigem Bauch
- Kigoi – einfarbig gelb
- Kumonryo – Schwarz mit Doitsu-Schuppen, weiß an Kopf, Flossen und Körper
- Magoi – einfarbig schwarz
- Midorigoi – grünlich gelb
- Oshiba Shigure – Blaugrau mit brauner Zeichnung
- Shiro Muji – einfarbig weiß
- Soragoi – einfarbig blaugrau
- Tsubo Sumi – Weiß mit schwarzer Zeichnung
- Yotsjiro – Schwarz mit weißem Kopf und weißen Flossen